# Männer al dente

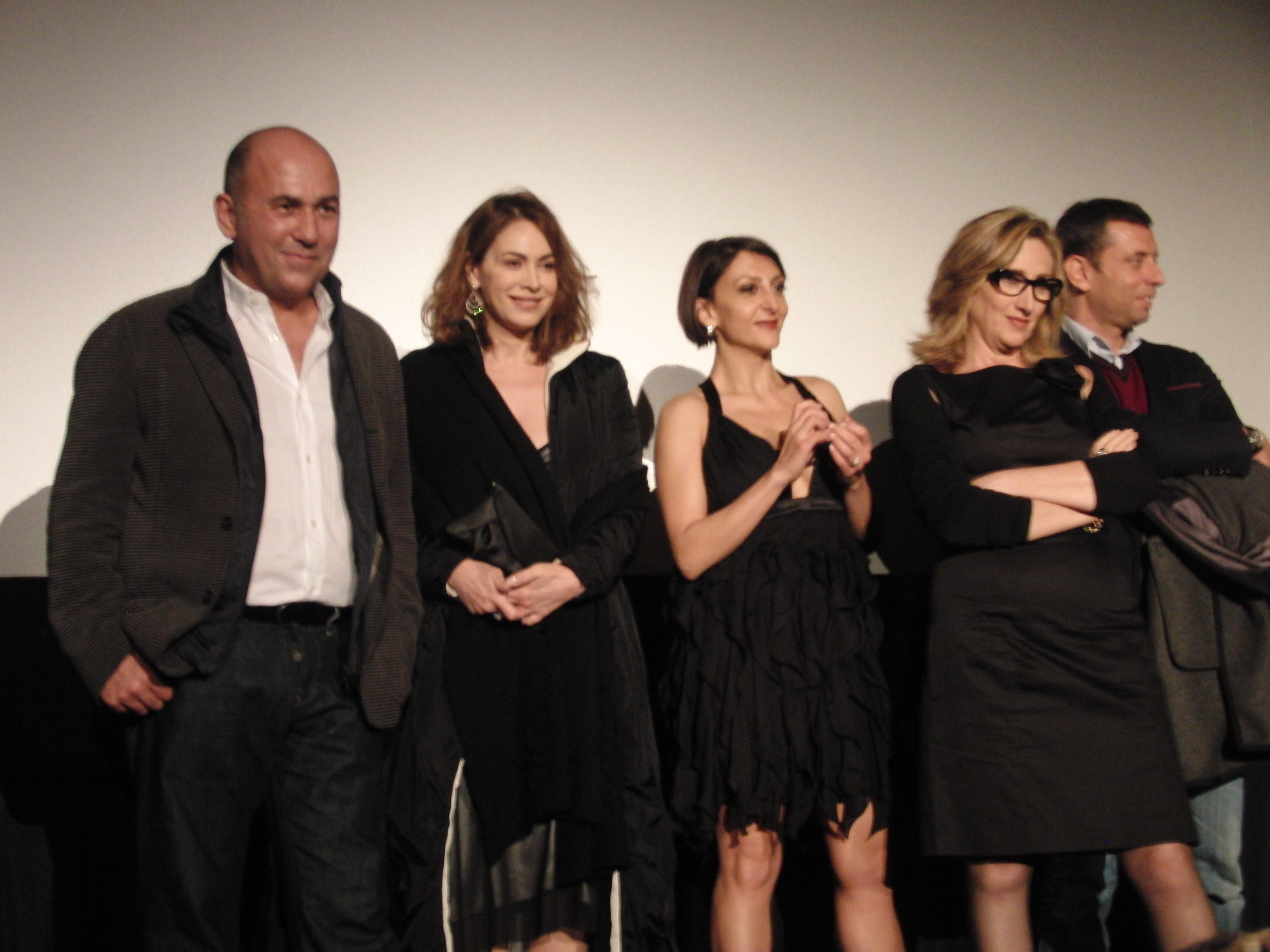
Filmcrew beim Tribeca Film Festival 2010, links Regisseur Ferzan Özpetek

Männer al dente (Originaltitel: Mine vaganti, auf Deutsch „Treibminen“) ist eine italienische Komödie, die unter der Regie von Ferzan Özpetek entstand. Özpetek war, mit der Hilfe von Ivan Cotroneo, auch für das Skript verantwortlich. Die Hauptrollen im Film spielen Riccardo Scamarcio, Alessandro Preziosi, Nicole Grimaudo, Lunetta Savino, Ennio Fantastichini und Ilaria Occhini.

## Handlung
Der in Rom lebende Tommaso Cantone besucht seine Familie in Lecce, die dort eine Pasta-Fabrik betreibt. Er hat sein Studium abgeschlossen, allerdings nicht in Betriebswirtschaft, wie es seine Eltern hofften, sondern in Literatur und plant, Schriftsteller zu werden, anstatt in den Familienbetrieb einzusteigen. Neben diesen Neuigkeiten hat er vor, sich bei dem Besuch als homosexuell zu outen. Sein älterer Bruder Antonio kommt ihm jedoch unerwartet mit dem gleichen Geständnis zuvor, auch er ist homosexuell. Vincenzo, ihr traditionsbewusster Vater, erleidet nach Antonios Geständnis einen Herzinfarkt und verstößt ihn aus der Familie. Nun wagt es Tommaso nicht mehr, sich der Familie zu offenbaren, und fügt sich in die Rolle des „normalen“ Sohns. Aus den Reaktionen seiner Verwandten auf Antonios Outing kann er schließen, wie es ihm wohl selbst ergangen wäre; allein seine Großmutter scheint fortschrittlichere Ansichten zu haben.
Neue Komplikationen ergeben sich, als Tommasos schwule Freunde aus Rom, inklusive seines Lebenspartners Marco, anreisen. Durch ihr extravagantes Auftreten kommt bei der Familie ein gewisses Misstrauen auf, und Tommaso erklärt seinem Partner Marco, dass er sich nicht in der Lage fühle, den Eltern die Wahrheit zu sagen. Erst nach der Abreise der Freunde eröffnet er ihnen, dass er das angepasste Leben eines Pasta-Fabrikanten, das sie für ihn geplant haben, nicht führen kann. Es entbrennt ein heftiger Streit, und die zuckerkranke Großmutter, die seit Jahren Diät hielt, bestellt sich noch einmal eine große Auswahl süßen Backwerks und stirbt – man sollte seinen Lüsten frönen, selbst wenn sie ins Verderben führen. Ihr Tod bringt Vincenzo, Tommasos Vater, zur Vernunft, und er ändert sein Testament und hinterlässt die Firma seinem Sohn Antonio. Bei der Beerdigung der Großmutter begegnet diese – in einer Traumsequenz, die den Film beschließt – Nicola, dem Mann ihres Lebens, den sie nicht hatte heiraten dürfen. Auch alle anderen Beteiligten scheinen nun glücklich und zufrieden.

## Produktion
Der Film wurde an verschiedenen Orten in Apulien gedreht, u. a. in Salento, am Strand von Gallipoli, in Otranto und auf der Piazza Sant’Oronzo und der Via Paladini in Lecce.
Produzent war der aus Apulien stammende Schauspieler und Filmproduzent Domenico Procacci.
Der Kameramann Maurizio Calvesi wurde für seine Arbeit mit dem Preis des Italian National Syndicate of Film Journalists ausgezeichnet und erhielt eine Nominierung für den David di Donatello.

### Filmmusik
Zuständig für den Soundtrack war Pasquale Catalano, der den größten Teil der Filmmusik komponiert hat, und der hier zum ersten Mal mit Özpetek zusammengearbeitet hat. Catalano wurde für seine Filmmusik 2010 für den Europäischen Filmpreis in der Kategorie Beste Filmmusik nominiert und gewann den David di Donatello 2010.
Das im Abspann erklingende Lied „Kutlama“ singt die türkische Sängerin Sezen Aksu, deren Musik bisher in jedem der Filme des türkischen Regisseurs gespielt worden ist. Das Lied „Sogno“, gesungen von Patty Pravo, wurde unter ihrer Mitwirkung eigens für diesen Film geschrieben.
Der Soundtrack zum Film wurde 2010 auf CD vom Label Radio Fandango veröffentlicht.

### Filmtitel
Der italienische Ausdruck Mine vaganti, der dem Film den Titel gab, bedeutet „Treibminen“ und bezeichnet Personen, die gerne provozieren und zum Eklat führen. So trägt die Großmutter im Film den Spitznamen „mina vagante“. Der davon abweichende deutsche Filmtitel, Männer al dente, traf in der Presse auf Kritik.

### Besetzung und Synchronisation
Die deutschsprachige Synchronisation wurde von dem Münchner Unternehmen Mina Kindl Synchron durchgeführt. Dialogbuch und Dialogregie erbrachte Mina Kindl.
| Darsteller           | Synchronsprecher   | Rolle                     |
| -------------------- | ------------------ | ------------------------- |
| Riccardo Scamarcio   | Alexander Brem     | Tommaso Cantone           |
| Nicole Grimaudo      | Stephanie Kellner  | Alba Brunetti             |
| Alessandro Preziosi  | Manou Lubowski     | Antonio Cantone           |
| Lunetta Savino       | Elisabeth Günther  | Stefania Cantone          |
| Ennio Fantastichini  | Ekkehardt Belle    | Vincenzo Cantone          |
| Ilaria Occhini       | Angelika Bender    | Großmutter                |
| Daniele Pecci        | Michael Roll       | Andrea                    |
| Gianluca De Marchi   | Philipp Moog       | Davide                    |
| Bianca Nappi         | Claudia Lössl      | Elena                     |
| Elena Sofia Ricci    | Dagmar Dempe       | Luciana Cantone           |
| Carmine Recano       | Claus-Peter Damitz | Marco                     |
| Mauro Bonaffini      | Oliver Mink        | Massimiliano              |
| Gea Martire          | Dagmar Heller      | Patrizia                  |
| Massimiliano Gallo   | Pascal Breuer      | Salvatore                 |
| Carolina Crescentini |                    | Großmutter als junge Frau |

## Veröffentlichung
Erstmals wurde Männer al dente am 13. Februar 2010 bei der 60. Berlinale aufgeführt. Im darauf folgenden Monat erschien der Film in Italien, der Schweiz und der Türkei im Kino.

## Rezeption
Der Film gewann 29 Filmpreise und wurde für 24 weitere Preise nominiert. Er wurde dreizehnmal für den David di Donatello, unter anderem für die Kategorie „Bester Film“, nominiert, gewonnen haben Ennio Fantastichini als bester Nebendarsteller und Ilaria Occhini als beste Nebendarstellerin. Außerdem erhielt der Film sechs von insgesamt elf Nominierungen für den Nastro d’Argento.
Von den Kritikern wurde er überwiegend positiv aufgenommen.